# Vittankirivier
Vittankirivier (Zweeds – Fins: Vittankijoki) is een rivier annex beek, die stroomt in de Zweedse  gemeente Kiruna. De rivier ontstaat op de noordoostelijke helling van de Biedjugielas (aan de zuidkant stroomt de Biedjurivier weg). De rivier stroomt naar het noordoosten en belandt na 17780 meter in de Könkämärivier.
De rivier mag niet verward worden met de Vittangirivier, kilometers naar het zuidwesten.
Afwatering: Vittankirivier → Könkämärivier →  Muonio → Torne → Botnische Golf